# 1903 في إسبانيا
فيما يلي قوائم الأحداث التي وقعت خلال عام 1903 في إسبانيا.

## أحداث
- 30 أبريل – الانتخابات الإسبانية العامة 1903

## سياسة

### تعيين في المنصب
- 20 يوليو – رايموندو فرنانديز فيلافيردي President of the Council of Ministers ‏.
- 5 ديسمبر – أنطونيو مورا President of the Council of Ministers ‏.

### انتهاء فترة المنصب
- 25 مارس – رايموندو فرنانديز فيلافيردي وزير المالية  [لغات أخرى]‏،President of the Council of Ministers ‏.
- 20 يوليو – أنطونيو مورا ministro de Gobernación  [لغات أخرى]‏.
- 20 يوليو – فرانسيسكو سيلفيلا President of the Council of Ministers ‏.

## ظهور
- 1 يناير – أبسي

## مواليد

### مارس
- 19 مارس – خوسيه كوتريكاساس[1]
- 24 مارس – أليخاندرو كاسونا كاتب إسباني.

### أبريل
- 24 أبريل – خوسي أنطونيو بريمو دي ريفيرا[2]

### أكتوبر
- 31 أكتوبر – ماريا تيريزا ليون[3]

### نوفمبر
- 23 نوفمبر – خوان جوفر

### ديسمبر
- 5 ديسمبر – ماريا لويزا إسكوبار فنانة فنزويلية.

## وفيات

### يناير
- 5 يناير – براخسيدس ماتيو ساغستا (مواليد 1825) سياسي إسباني.[4]

### يونيو
- 9 يونيو – جاسبر نونيث دي أرثي (مواليد 1832) شاعر إسباني.[5]

### نوفمبر
- 25 نوفمبر – سابينو أرانا (مواليد 1865)[6]